# Sigbrit Molin
Sigbrit Molin, född Carlson 17 mars 1923 i Göteborg, död 2003 i Fuengirola i Spanien, var en svensk skådespelare.

## Biografi
Sigbrit Carlson gifte sig 1948 med skådespelaren Erik Molin (1920–1988) och hette därefter Molin. Paret flyttade till Fuengirola vid Costa del Sol i början av 1960-talet. Där ägde de hotellet Los Molinos och baren La Fuente.

## Filmografi
- 1946 – Bröllopet på Solö
- 1947 – Livet i Finnskogarna
- 1948 – Robinson i Roslagen
- 1949 – Sven Tusan
- 1949 – Janne Vängman på nya äventyr
- 1949 – Hin och smålänningen
- 1950 – När Bengt och Anders bytte hustrur
- 1950 – Flicka och hyacinter
- 1951 – Skeppare i blåsväder

## Teater

### Roller (ej komplett)
| År   | Roll            | Produktion                                           | Regi             | Teater           |
| ---- | --------------- | ---------------------------------------------------- | ---------------- | ---------------- |
| 1948 | Clara Murdstone | David Copperfield Charles Dickens och Max Maurey     | Olle Hilding     | Dramaten         |
| 1949 | Skida           | Sanningens pärla Zacharias Topelius                  | Keve Hjelm       | Dramaten         |
| 1953 |                 | Man till salu Ernest Vajda och Clement Scott Gilbert | Per-Axel Branner | Lisebergsteatern |
| 1956 |                 | Job Klockmakares dotter Sara Lidman                  | Gösta Terserus   | Riksteatern      |

## Radioteater

### Roller
| År   | Roll                        | Produktion                                        | Regi        |
| ---- | --------------------------- | ------------------------------------------------- | ----------- |
| 1950 | Murarns Brita               | Anders och valfisken Gunnar Falkås                | Lars Madsén |
| 1951 | Tobaksflickan Vera Lindberg | Hillman & Son: Mord på löpande band Folke Mellvig | Lars Madsén |